# Hofgemeinde
Hofgemeinde ist eine Bezeichnung für die Gemarkung der Höfe, also deren Umland. Mit dem gleichen Begriff bezeichnet man aber auch die Gesamtheit der Höfe und die Versammlung der Menschen, die auf den Höfen wohnen.